# Oligomerització d'alquins
L'oligomerització d'alquins és en organometàl·lica un tipus de reacció que fan els alquins, juntament amb un compost organometàl·lic, per a la formació d'enllaços carboni-carboni.

## Tipus
Hi ha quatre tipus de reacció.
1. Oligomerització d'alquins: obtenim compostos orgànics cíclics, normalment benzè, a partir de 3 equivalents d'alquí i un equivalent de compost organometàl·lic.
2. Co-oligomerització d'alquins i nitrils: a partir d'aquesta reacció de 2 equivalents d'alquí i un equivalent de nitril, obtenim piridina.
3. Co-oligomerització amb monòxid de carboni: a partir d'alquí i Fe(CO)5 s'obtenen diferents tipus de cetona en funció dels substituents de l'alquí.
4. Co-oligomerització amb olefines i monòxid de carboni: aquesta reacció també es coneix com a reacció de Pauson Khan.